# Merry Christmas (песня Эда Ширана и Элтона Джона)
Merry Christmas (с англ. — «С Рождеством») — песня британских музыкантов Эда Ширана и Элтона Джона, вышедшая в качестве сингла 3 декабря 2021 года. Песня появилась в рождественском издании альбома Ширана = (2021), а также в новом издании диска Джона The Lockdown Sessions.
«Merry Christmas» занял первое место в британском хит-параде UK Singles Chart 10 декабря 2021 года, став второй песней Элтона Джона номер один в 2021 году и его 9-м чарттоппером в целом, а также 12-й песней номер один Эда Ширана.

## История
«Merry Christmas» это первая рождественская песня Ширана и вторая для Джона после выхода его сингла 1973 года «Step into Christmas». В интервью NPO Radio 2 в октябре 2021 года Ширан рассказал, что Джон попросил его спеть с ним песню в прошлом году после успеха «Step into Christmas». Он также вспомнил, что написал припев песни в тот же день, когда его попросил Джон. 29 ноября 2021 года Ширан и Джон объявили о своей совместной работе и дате релиза. Они также заявили, что все доходы от песни в Соединенном Королевстве пойдут на пожертвования Музыкальному фонду Эда Ширана (Ed Sheeran Suffolk Music Foundation) и фонду Элтона Джона по борьбе со СПИДом (AIDS Foundation). В ноябре 2021 года во время выступления на «The Tonight Show Starring Jimmy Fallon» Ширан рассказал, что они вместе с Джоном в конечном итоге сочинили три рождественские песни, и «Merry Christmas» — одна из них.

## Музыкальное видео
Премьера музыкального видео состоялась 3 декабря 2021 года. Воссоздавая сцену из праздничного романтического комедийного фильма «Love Actually», музыкальное видео на песню показывает, как Ширан и Джон отдают дань уважения сценам из британских рождественских хитов из прошлого, включая «Last Christmas» (1984, № 1 в 2021, Wham!), «Walking in the Air» (1982), «Merry Christmas Everyone» (№ 1 в 1985, Шейкин Стивенс) и «Stay Another Day» (№ 1 в 1994, East 17).

## Чарты
| Чарт (2021)                           | Высшая позиция |
| ------------------------------------- | -------------- |
| Австралия (ARIA)                      | 10             |
| Австрия (Ö3 Austria Top 40)           | 5              |
| Бельгия/Фландрия (Ultratop 50)        | 1              |
| Бельгия/Валлония (Ultratop 50)        | 11             |
| Канада (Billboard Canadian Hot 100)   | 16             |
| Канада (Billboard AC Airplay)         | 1              |
| Канада (Billboard CHR/Top 40)         | 32             |
| Канада (Billboard Hot AC)             | 8              |
| СНГ (Tophit)                          | 57             |
| Чехия (Rádio Top 100)                 | 21             |
| Чехия (Singles Digitál Top 100)       | 42             |
| Европа (Billboard Euro Digital Songs) | 1              |
| Финляндия (Suomen virallinen lista)   | 10             |
| Франция (SNEP)                        | 60             |
| Германия (GfK)                        | 4              |
| Мир (Billboard Global 200)            | 15             |
| Венгрия (Rádiós Top 40)               | 24             |
| Венгрия (Single Top 40)               | 2              |
| Венгрия (Stream Top 40)               | 22             |
| Ирландия (IRMA)                       | 1              |
| Литва (AGATA)                         | 14             |
| Мексика (Mexico Airplay, Billboard)   | 24             |
| Нидерланды (Dutch Top 40)             | 1              |
| Нидерланды (Single Top 100)           | 11             |
| Новая Зеландия (Recorded Music NZ)    | 11             |
| Норвегия (VG-lista)                   | 10             |
| Польша (ZPAV AirPlay Top 100)         | 24             |
| Словакия (Rádio Top 100)              | 24             |
| Словакия (Singles Digitál Top 100)    | 35             |
| Швеция (Sverigetopplistan)            | 4              |
| Швейцария (Schweizer Hitparade)       | 1              |
| Великобритания (UK Singles Chart)     | 1              |
| США (Billboard Hot 100)               | 55             |
| США (Billboard Adult Contemporary)    | 1              |
| США (Billboard Adult Top 40)          | 25             |
| США (Holiday 100, Billboard)          | 38             |
| США (Billboard Mainstream Top 40)     | 36             |

## Сертификации
| Регион                                                                      | Сертификация | Продажи |
| --------------------------------------------------------------------------- | ------------ | ------- |
| Австрия (IFPI Austria)                                                      | Платиновый   | 30 000  |
| Канада (Music Canada)                                                       | Золотой      | 40 000  |
| Дания (IFPI Danmark)                                                        | Золотой      | 45 000  |
| Германия (BVMI)                                                             | Золотой      | 200 000 |
| Польша (ZPAV)                                                               | Золотой      | 25 000  |
| Великобритания (BPI)                                                        | Золотой      | 400 000 |
| Данные о продажах + прослушиваниях приведены только на основе сертификации. |              |         |

## Версия LadBaby
В декабре 2021 года пара английских блогеров LadBaby объединилась с Шираном и Джоном, чтобы записать и выпустить комедийную версию песни под названием «Sausage Rolls for Every» на тему колбасного рулета (сосиска в тесте) в качестве благотворительного сингла, доходы от которого пойдут в пользу благотворительной организации The Trussell Trust, которая оказывает экстренную продовольственную помощь бедным и нуждающимся. Трек был выпущен как отдельный сингл 17 декабря 2021 года и 24 декабря 2021 года дебютировал на первом месте в UK Singles Chart в чарте, став для LadbBaby рекордным в истории четвёртым рождественским чарттоппером подряд.